# Festa Literária Internacional de Paraty

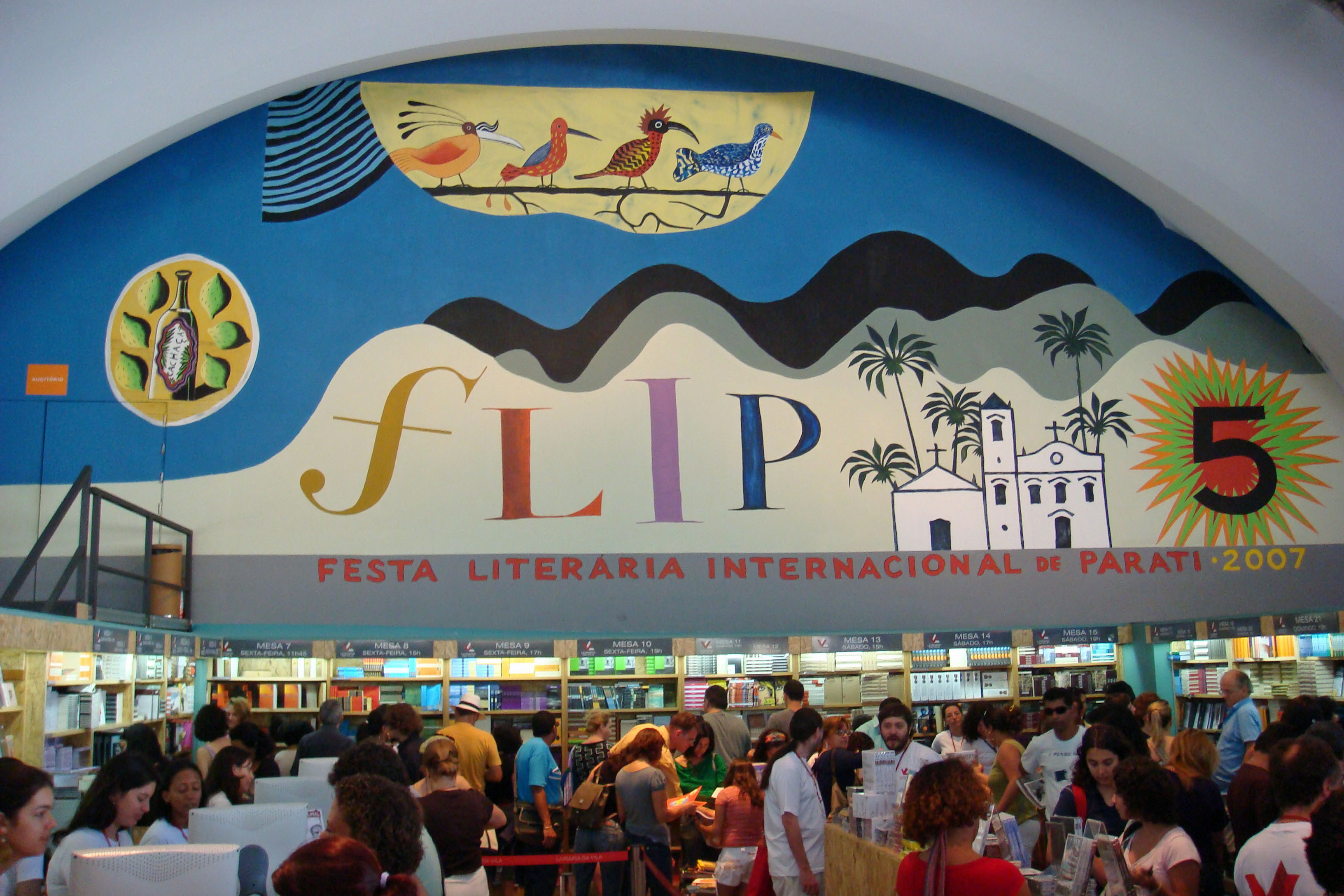
Flip 2007

Die Festa Literária Internacional de Paraty [paɾa'tʃi] (Flip, auch: FLIP, englisch: Paraty International Literary Festival) ist ein seit 2003 in Paraty stattfindendes Literaturfestival.
In Südamerika und im Veranstaltungsland Brasilien gilt es als eines der bedeutendsten Literaturfestivals. Die Finanzierung erfolgt durch ein gestaffeltes System von Förderern und wird durch die gemeinnützige Associação Casa Azul durchgeführt. Neben Lesungen finden auch beachtete Diskussionsrunden statt. Ihr internationaler Erfolg seit dem Gründungsjahr beruht vor allem auf der Anteilnahme und aktiver Teilnahme bereits international anerkannter Schriftsteller aller Länder.
Das Festival steht in Zusammenhang mit ähnlichen wie dem jährlichen International Festival of Authors in Toronto in Kanada und dem Festivaletteratura Mantua in Italien, um Interkulturalität in der Literatur zu zeigen.
Es ist jedes Mal einem herausragenden Schriftsteller gewidmet. Beim ersten Festival 2003 war dies Vinícius de Moraes, 2004 Guimarães Rosa, 2005 Clarice Lispector, 2006 Jorge Amado, 2007 Nelson Rodrigues, 2008 Machado de Assis, 2009 Manuel Bandeira (1886–1968)  aus Pernambuco, 2010 der Soziologe Gilberto Freyre (1900–1987), 2011 Oswald de Andrade, 2012 Carlos Drummond de Andrade, 2013 Graciliano Ramos, 2014 Millôr Fernandes (1923–2012), 2015 Mário de Andrade (1893–1945), 2016 Ana Cristina Cesar (1952–1983).
2013 fand im Vereinigten Königreich in der Ortschaft Snape (Suffolk) (Snape Maltings) erstmals eine Schwesterausgabe der Veranstaltung statt unter dem Namen FlipSide, die seitdem jährlich veranstaltet wird.